# Atractus zgap
Atractus zgap — вид змій родини полозових (Colubridae). Ендемік Еквадору. Описаний у 2022 році.

## Поширення і екологія
Atractus zgap відомі за кількома зразками, зібраними в еквадорській провінції Напо.